# Gârcov
Gârcov est une commune roumaine située dans le județ d'Olt.